# Magnum (säsong 8)
Magnum säsong 8 är den sista säsongen av den amerikanska TV-serien Magnum från 1987/1988 med Tom Selleck, John Hillerman med flera.

## Index för säsong 8
Siffror inom parentes anger avsnittsnummer räknat från första säsongen.
- Avsnitt 1: Infinity and Jelly Doughnuts (150)
- Avsnitt 2: Pleasure Principle (151)
- Avsnitt 3: Innocence... A Broad (152)
- Avsnitt 4: Tigers Fan (153)
- Avsnitt 5: Forever in Time (154)
- Avsnitt 6: The Love that Lies (155)
- Avsnitt 7: A Girl Named Sue (156)
- Avsnitt 8: Unfinished Business (157)
- Avsnitt 9: The Great Hawaiian Adventure Company (158)
- Avsnitt 10: Legend of the Lost Art (159)
- Avsnitt 11: Transitions (160)
- Avsnitt 12–13: Resolutions (161-162: Dubbelavsnitt - ca 1 tim & 33 min)

### Fotnoter
1. ↑  ”Magnum, PI” (på engelska). TV.Com. Arkiverad från originalet den 11 juni 2016. https://web.archive.org/web/20160611044547/http://www.tv.com/shows/magnum-pi/. Läst 17 juni 2016.